# Фріці Массарі
Фріц Массарі, справжнє ім'я Фридерика Масарик (нім. Fritzi Massary; 21 березня 1882, Відень — 30 січня 1969, Беверлі-Гіллз) — австрійська співачка оперети, актриса театру і кіно.

## Біографія
Фридерика Масарик, згодом відома як Фріці Массарі, народилася у Відні 1882 року. Її батьком був єврейський комерсант Якоб Леопольд Масарик. На початку своєї кар'єри Фріці виступала у віденських вар'єте, а також з шістнадцяти років співала в хорі віденського Карл-театру. Разом з цим театром вона брала участь в гастролях в Санкт-Петербурзі. 1899 року Фріці почала виступати в амплуа субретки в міському театрі Лінца, а потім грала в театрах Гамбурга і Відня. У 1901—1904 роках вона була відома як виконавиця романсів і шлягерів в театрах «Венеція у Відні» і «Орфеум». Незабаром її помітив Ріхард Шультц, директор берлінського Метрополь-театру, і Фріці Массарі почала виступати в оперетах, зокрема, Легара, Кальмана, Фалля і Оффенбаха. З 1904 по 1933 рік вона була солісткою Метрополь-театру і виконала головні ролі в ряді оперет, в тому числі Лео Фалля («Мій милий Августин», 1912; «Імператриця», 1915; «Троянда Стамбула», 1917; «Іспанський соловей», 1921; «Мадам Помпадур», 1922) і Оскара Штрауса («Останній вальс», 1920; «Перли королеви», 1923; «Терезина», 1925; «Королева», 1926; «Жінка, яка знає, чого хоче», 1932). Примітно, що як Фаллт, так і Штраус створювали багато своїх творів з розрахунком на вокальний та акторський талант співачки.

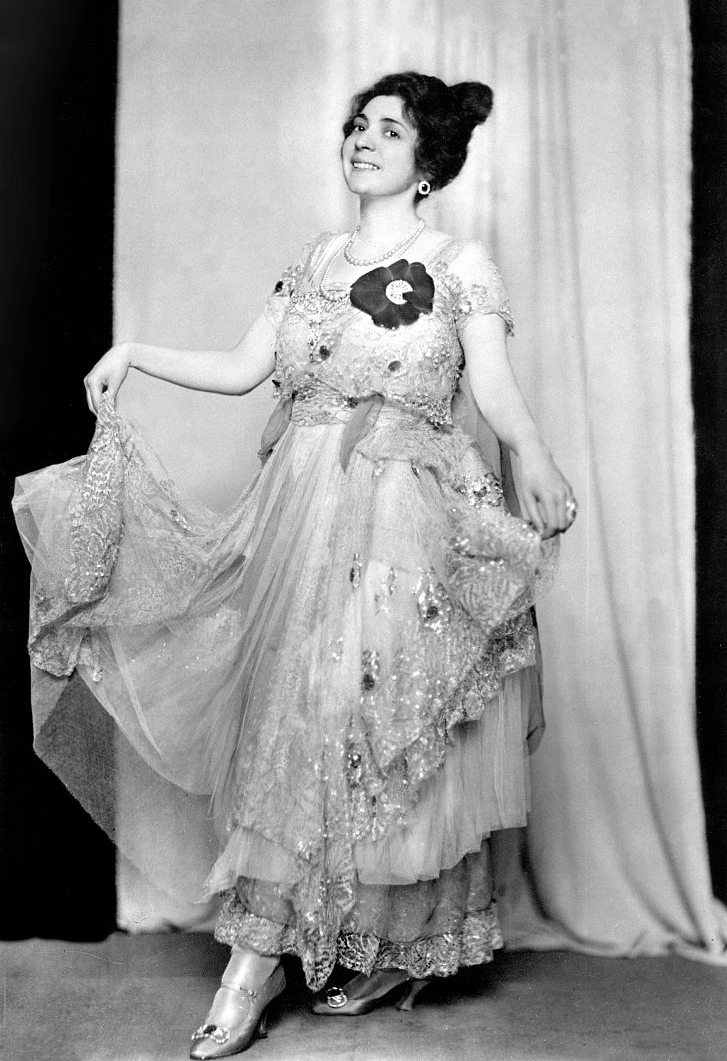
Фріці Массарі. Фотографія 1916 року

Фріці Массарі часто гастролювала, у тому числі в Парижі і у Відні. 1911 року вона виступила в Мюнхені, виконавши головну роль в опереті «Прекрасна Олена» Оффенбаха. Крім того, вона виступала в берлінській Міський опері в ролях Аделі («Кажан» Йоганна Штрауса) і Ханни Ґлаварі («Весела вдова» Ф. Легара). Особливий успіх мало її виконання ролі Сільви з «Королеви чардашу» Кальмана. Протягом своєї кар'єри Массарі записала безліч грамофонних платівок, а також знялася в декількох озвучених німих фільмах, таких як «Віола» (1912), «Тунель» (1915) і «Божевільний танець любові» (1919).
У 1918 році Фріці Массарі вийшла заміж за співака і актора Макса Палленберґа, від якого раніше народила доньку. У 1920-х роках популярність співачки досягла свого піку. Останнім її тріумфом став виступ в опереті «Жінка, яка знає, чого хоче» 1 вересня 1932 року. Незабаром після нього почалися переслідування євреїв, і вона була змушена була тікати з Німеччини разом з чоловіком: спочатку до Відня, потім в Швейцарію. У 1934 році Макс Палленберґ загинув в авіакатастрофі. Для Фріці, яка одночасно втратила і батьківщину, і чоловіка, це стало великим ударом. Наступний її виступ відбувся лише 1938 року в Лондоні, де Ноел Кавард написав для неї мюзикл «Оперета».
1939 року Фріці Массарі, слідом за своєю дочкою Елізабет, емігрувала в США, в Беверлі-Гіллз. У наступні роки вона підтримувала спілкування з іншими емігрантами: Людвігом Маркузе, Францем Верфелем, Альмою Малер-Верфель, Томасом і Генріхом Маннами, Ліоном Фейхтванґером, Ернстом Любічем. З 1952 року вона знову почала регулярно бувати в Німеччині. Фріці Массарі померла 30 січня 1969 року в Беверлі-Гіллз. Вона була похована на кладовищі Форест-Лон в Глендейлі.